# Alonso García Bravo
Alonso García Bravo (Ribera del Fresno, 1490 circa – Oaxaca de Juárez, dopo il 1563) è stato un architetto, urbanista e condottiero spagnolo, famoso per aver tracciato la pianta urbanistica di quella che sarebbe stata la capitale della Nuova Spagna, cioè Città del Messico, sulle rovine di Tenochtitlán.

## Famiglia
Alonso García Bravo, figlio di Gonzalo García Bravo, nacque nell'ultimo decennio del XV secolo in Spagna a Rivera in Estremadura e morì in data imprecisata comunque dopo il 1563 ad Antequera, l'odierna Oaxaca de Juárez in Messico.
Alonso Garcia Bravo sposò nel 1532 circa a Tenochtitlán, odierna Città del Messico, la spagnola Maria Nuñez, figlia di Anton Gutiérrez de Almodovar e di Violante Núñez. 
Dal matrimonio nacque una sola figlia: Violante che sposò a Antequera Melchor Juárez di Cordova nel 1551.

## Nel Nuovo Mondo
Come gli altri conquistatori spagnoli Alonso García Bravo aveva uno spirito avventuroso ed era in cerca di fortuna che a quei tempi si cercava nel Nuovo Mondo dove giunse giovanissimo. 
A differenza degli altri spagnoli che, solo avidi di ricchezze, si unirono alle spedizioni nell'interno dell'America Meridionale, Alonso García Bravo aveva qualità che lo distinguevano da tutti gli altri suoi compagni d'armi: per le sue conoscenze di geometria e capacità di calcolo divenne il “mastro d'opere” delle spedizioni di Hernán Cortés.
Nel 1513, insieme al governatore Pedro Arias di Avila, partecipò alla conquista del Nuovo Mondo e nel 1518 ebbe il suo battesimo del fuoco nella battaglia di Pánuco, dove rimase ferito, sotto il comando di Diego de Camargo. Si unì quindi alla guarnigione lasciata da Hernán Cortés a “La Villa Rica de la Vera Cruz”, dove il condottiero era appena sbarcato. Qui mise in luce le sue capacità di costruttore approntando una piccola fortezza che dette riparo agli spagnoli dai continui attacchi degli indigeni. Al seguito di Hernán Cortés partecipò alla presa di Almeria, Tlapacoya e Misantla, ma non di Tenochtitlán perché per ordine dello stesso Cortés era rimasto a Veracruz per rinforzarne le difese.
La sua competenza nel progettare le difese di “La Villa Rica de la Vera Cruz” convinse Hernán Cortés, dopo la conquista di Tenochtitlán, la capitale degli Aztechi, a portarlo in Messico per affidargli l'incarico di tracciare la pianta di quella che sarebbe stata la capitale della Nuova Spagna, cioè Città del Messico, sulle rovine di Tenochtitlán.

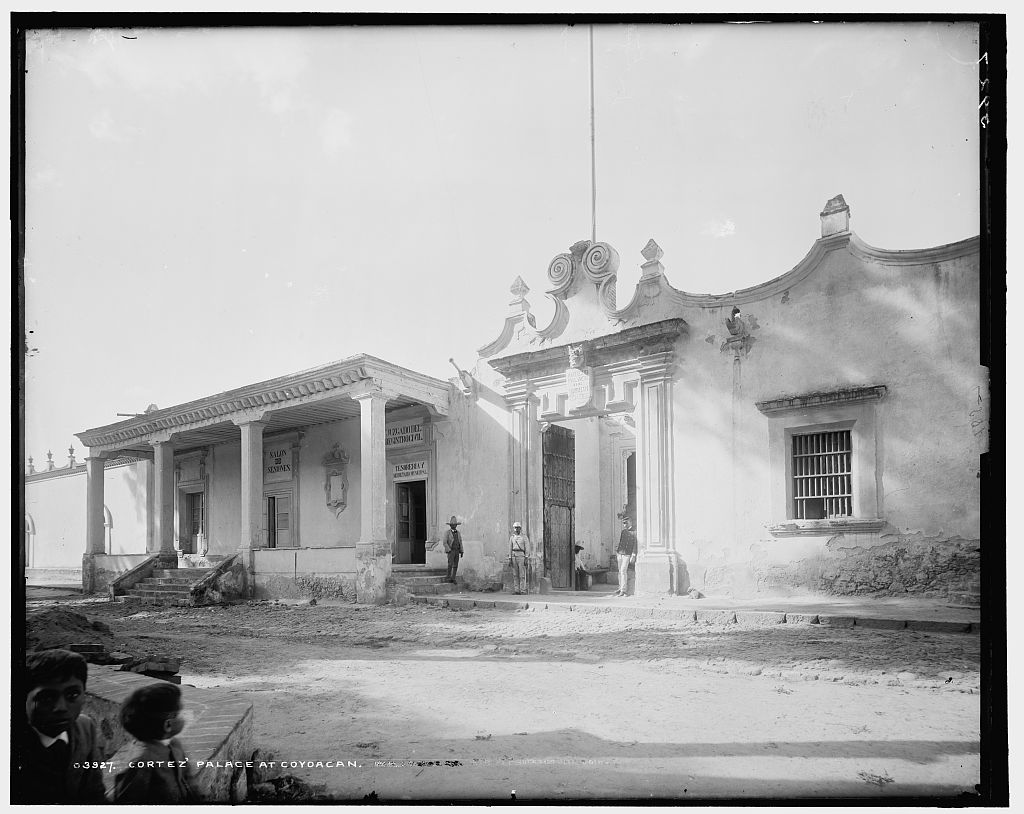
Palazzo di Hernán Cortés a Coyoacán costruito da Alonso García Bravo

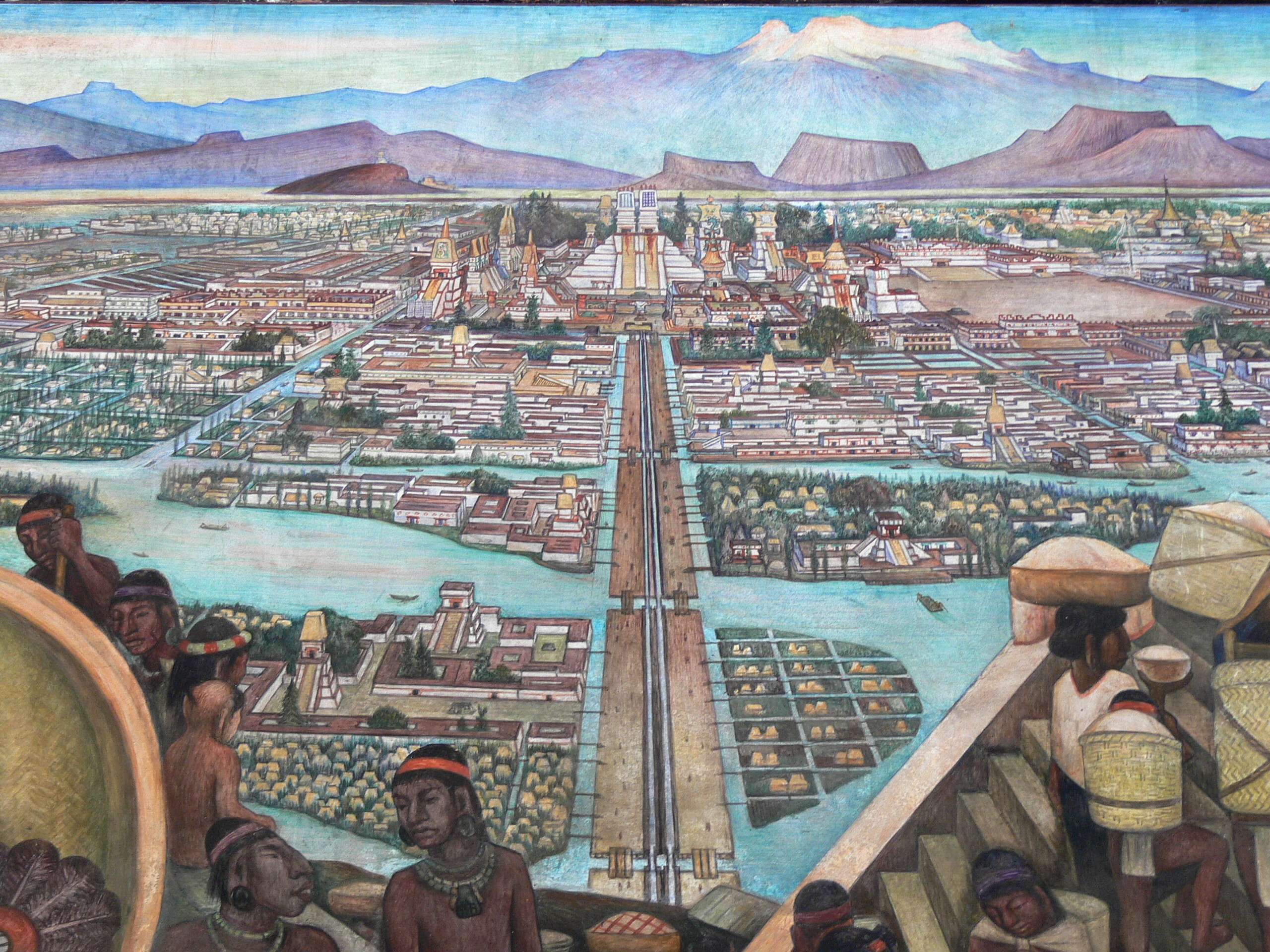
Tenochtitlán al tempo di Alonso García Bravo in un murale di Diego Rivera nel Palacio Nacional di Città del Messico

Nella capitale Alonso García Bravo risiedette dal 1521 circa fino al 1532 o 1533 prendendo moglie e costruendo il palazzo di Cortés a Coyoacán, secondo la testimonianza di Martin de la Mesquita, e progettò e forse anche costruì il palazzo della "Real Audiencia" secondo Andres de Rosas.
Mentre Cortés risiedeva a Coyoacán, sulla riva del lago, Alonso García Bravo iniziò i lavori per far sorgere la nuova città sull'isola in mezzo al lago sulle rovine di Tenochtitlán. Il “Maestro d'opere” di Cortés fu facilitato nel suo lavoro poiché sfruttò molti elementi architettonici preesistenti. La pianta di Tenochtitlán era simile a quella di molte città europee : una piazza centrale quadrangolare in cui confluivano le strade principali, fiancheggiata sui quattro lati dagli edifici di maggior importanza come templi, palazzi, case signorili, di cui si sfruttarono le fondamenta, e dietro ad ognuna di esse c'erano costruzioni minori. Le strade di Tlacopan (Tacuba a Ovest), Iztapalapa (Tlalpan a sud) e Tepeyac (a nord), insieme con un'altra più piccola che correva dal centro in direzione est e conduceva all'imbarcadero della Laguna di Messico, furono utilizzate da García Bravo come assi viari per la costruzione della città spagnola. A partire da queste tracciò linee parallele alle strade di Iztapalapa e Tepeyac e perpendicolari rispetto a Tacuba e a quella che conduceva all'imbarcadero. La prima traccia formava un grande quadrato e aveva una superficie di poco inferiore ai 145 ettari della precedente città indigena. Il lato Nord della città spagnola era delimitato dalla attuale via Colombia, il lato Sud da quella di San Geronimo, l'Est dalla via La Santissima e il lato Ovest dall'attuale Asse Centrale. I canali impedirono la costruzione di mura intorno alla città e quindi si dispose che in essa potevano risiedere solo gli spagnoli. Gli Indios si raggrupparono in quartieri, come ai vecchi tempi, al di là dei canali che fungevano da confini naturali del primo tracciato della città.
I fatti della Conquista lo portarono a Veracruz al tempo in cui Hernán Cortés sconfiggeva Pánfilo de Narváez e poi fu chiamato a Antequera, dove risiedette fino alla sua morte, per tracciarne il piano urbanistico. 
Ciò è testimoniato da Cristóbal Martín de Leyva nel documento di servizio di Alonso Garcia Bravo conservato nell'Archivo General de Indias.
García Bravo giunse quindi a Antequera con la sua famigliola e da allora in poi, è cosa ben nota, vi risiedette stabilmente occupando anche cariche pubbliche come quella di sindaco e di sceriffo oltre che come architetto e pianificatore.
Qui ottenne le "encomiendas" La Chontalpa in Tepalcatepec e Mixtepec in Mixteca Alta come magra ricompensa dei suoi servigi alla corona spagnola. Magra ricompensa perché le rendite di questi beni non gli consentivano di coprire le eccessive spese che il suo rango imponevano nella Nuova Spagna e a suo maggior discapito la prima encomienda gli fu anche tolta non si sa per quale motivo, senza che lui se ne lagnasse.
La maggior fonte di questa notizia a cui hanno attinto tutti i suoi biografi ufficiali è data dalla dichiarazione dei meriti inoltrata nell'ottobre del 1604  da sua bisnipote Violante de la Serna Guzmán rappresentata da suo marito Pedro Martínez.
La cittadina di Ribera del Fresno in Estremadura, Spagna gli ha dedicato un monumento nella piazza principale, così come Città del Messico gli ha eretto un monumento nel centro storico nella piazza a lui dedicata.